# 960 Birgit
960 Birgit este un asteroid din centura principală, descoperit pe 1 octombrie 1921, de Karl Reinmuth.